# Eibesfeldtphora digitata
Eibesfeldtphora digitata ist eine Fliegenart aus der Familie der Buckelfliegen (Phoridae). Sie wird 2,2 mm lang und ist ein typischer Vertreter der Gattung Eibesfeldtphora mit gut entwickelten Flügeln, zierlichem Körper und bräunlicher Oberseite. E. digitata lebt auf dem Gebiet der brasilianischen Bundesstaaten Rio de Janeiro und Espirito Santo, wo sie die Blattschneiderameise Atta robusta parasitiert. Die Fliege legt ihre Eier in den Hinterkopf der Arbeiterinnen. Die schlüpfenden Larven fressen sich durch die Kopfkapsel und schlüpfen schließlich fertig verpuppt aus deren Mundöffnung. Da A. robusta wahrscheinlich der einzige Wirt der Art ist und als vom Aussterben bedroht gilt, wird für E. digitata eine ähnliche Bedrohung angenommen.

## Merkmale
Eibesfeldtphora digitata ist ein typischer Vertreter der Gattung Eibesfeldtphora, die sich durch eine große Ähnlichkeit zwischen ihren Arten auszeichnet. Bislang wurden nur weibliche Tiere beschrieben. Sie erreichen eine Körperlänge von 2,2 mm. Die Frons ist schmal und braun, sie weist eine Mittelfurche auf. E. digitata besitzt drei mal vier Stirnborsten. Die unteren interfrontalen Setae liegen deutlich tiefer als die unteren fronto-orbitalen Steae. Supra-antennale Setae fehlen der Art wie auch dem Rest der Gattung. E. digitata verfügt über drei Ocelli und ein schwarzes Ocellardreieck. Palpus und Saugrüssel sind klein und gelb gefärbt. Die erste Flagellomere ist leicht zugespitzt und hellbraun, Fühlerborsten sind vorhanden. Der Halsschild von E. digitata ist hellbraun, das Scutellum ist dunkelbraun und vorderseitig mit feinen Härchen, hinterseitig mit langen Borsten besetzt. Das Pleuron der Art ist gelb bis hellbraun, das Anepisternum ist nackt. E. digitata besitzt, wie für die Gattung allgemein üblich, gelbe Beine, deren Tibien rückseitig mit einer Reihe verlängerter Härchen besetzt sind. Der Apex der 5. Vordertarsomere ist nicht verschmälert, die Klauen sind reduziert. Die Flügel sind gut entwickelt, die Ader R2+3 ist vorhanden, die Costalader ist halb so lang wie der Flügel. Die Schwingkölbchen der Art sind braun. Die Abdominalsegmente 1 bis 5 sind bauchseitig von gelber, selten hellbrauner Farbe; das sechste Segment ist dunkelgrau und wird nach hinten hin gelb. Die Abdominaltergite sind graubraun und hinterseitig mit einem gelben Band versehen. Das abschließende siebte Segment, der Oviscap, ist für die Art diagnostisch: Wie bei allen Eibesfeldtphora-Arten ist es dunkelgrau, die für die Gattung typischen faltigen Fortsätze sind allerdings fingerähnlich ausgebildet. Sie sind schmal, ober- und unterseitig abgeflacht und abwärts gekrümmt. Sowohl der dorsale wie der ventrale Fortsatz sind mit feinen Härchen besetzt. Die Segmente 8 bis 10 sind beim Weibchen zu einem Stachel umgebildet.

## Verbreitung
Die Verbreitung von Eibesfeltphora digitata deckt sich wahrscheinlich mit der seines Wirtes Atta robusta, womit die Art auf die Küstenregionen der brasilianischen Bundesstaaten Rio di Janeiro und Espirito Santo beschränkt wäre.

## Lebensraum
Über die Habitatnutzung der Art ist nur wenig bekannt. Ihr Wirt lebt in der Restinga-Dünenvegetation der brasilianischen Atlantikküste. E.-digitata-Weibchen attackieren Arbeiterinnen sowohl entlang von Ameisenstraßen als auch an Nesteingängen, halten sich jedoch bevorzugt an letzteren auf. Dies dürfte wohl mit entsprechenden Ansprüchen an Feuchtigkeit und Lichtstärke im Mikrohabitat zusammenhängen.

## Lebensweise
Eibesfeldtphora digitata befällt nach derzeitigem Kenntnisstand ausschließlich die Ameisenart Atta robusta und ist neben E. breviloba und Myrmosicarius exrobusta eine von drei bekannten Buckelfliegen-Parasitoiden dieser Art. Die Weibchen attackieren die Arbeiterinnen dieser Art, indem sie seitlich oder von hinten auf deren Kopf zufliegen und mit ihrem Oviscap Eier in deren Hinterkopf legen. Die Arbeiterinnen reagieren auf das Herannahen der Fliegen, indem sie zum Nesteingang rennen, sie mit ihren Mundwerkzeugen attackieren oder den Körper senken und ihren Kopf mit den Beinen bedecken. Möglicherweise dient auch der Transport kleinerer Artgenossen auf Blattstückchen dazu, die Arbeiterinnen vor Buckelfliegen zu schützen. Ist E. digitata bei der Eiablage erfolgreich, entwickeln sich die Eier wahrscheinlich in der Kopfkapsel der Ameisen. Die schlüpfenden Larven ernähren sich vom Kopfgewebe der Ameisen. Pro Kopf verpuppt sich eine einzelne Larve zwischen den Mundwerkzeugen, von wo aus sie schließlich schlüpft.

## Systematik und Taxonomie
Eibesfeldtphora digitata wurde von den brasilianischen Entomologen Marcos A. L. Braganca, Diego S. Gomes, Jarbas M. Queiros und Marcos C. Teixeiras bei Feldstudien entdeckt. 2012 wurde sie von Brian V. Brown in einer gemeinsamen Publikation beschrieben. Das Artepitheton digitata bezieht sich auf die fingerähnlichen Hinterleibsfortsätze, die für diese Art typisch sind. Morphologisch ähnelt sie den Arten E. isomorpha und E. saltensis und steht systematisch wahrscheinlich ersterer besonders nahe.

## Status
Atta robusta gilt aufgrund der Zerstörung ihres Lebensraums als bedroht. Ihr Verbreitungsgebiet ist relativ klein und beschränkt sich auf eine dicht besiedelte Küstenregion. Sie ist der einzige bekannte Wirt von E. digitata und der einzige Vertreter der Gattung Atta in deren Verbreitungsgebiet. Die Entdecker der Art gehen deshalb davon aus, dass die Fliege in gleicher Weise vom Aussterben bedroht ist wie ihr Wirt.